# Neoglyphea inopinata
Neoglyphea inopinata is een tienpotigensoort uit de familie van de Glypheidae. De wetenschappelijke naam van de soort is voor het eerst geldig gepubliceerd in 1975 door Forest & Saint Laurent.